# Irish Republican Brotherhood
Pour les articles homonymes, voir IRB.
L’Irish Republican Brotherhood en français : « Fraternité républicaine irlandaise » est une organisation révolutionnaire républicaine irlandaise, fondée en 1858, en même temps (le 17 mars) à Dublin par James Stephens (en), et à New York par John O'Mahony, elle est intégrée à l’Irish Republican Army (IRA) en 1924[réf. nécessaire].

## Histoire
L’IRB est une société secrète de type maçonnique, issue du mouvement Fenian, qui n’est pas sans rappeler le carbonarisme italien[réf. nécessaire]. Son but est la préparation d’un soulèvement général en Irlande contre l’occupation britannique.
Dix ans après sa fondation, on assiste aux premiers attentats. En 1867, un projet fut mis sur pied : il s'agissait de s'emparer de la ville de Chester ainsi que du chemin de fer vers Holyhead, puis de marcher sur Dublin. Mais, le 11 septembre 1867, deux des organisateurs (Thomas Kelly et Timothy Deasy) sont arrêtés à Manchester. Le 18, alors qu'ils sont transférés, un commando attaque le fourgon cellulaire. En tirant sur la serrure, les assaillants tuent le policier (le PC Brett) qui gardait les prisonniers dans le fourgon. Kelly et Deasy réussissent à s'enfuir, mais cinq assaillants sont capturés (Condon, Allen, Larkin, Maguire et O' Brien). Le mois suivant, alors que la communauté irlandaise de Manchester manifeste très bruyamment dans les rues de la ville, les cinq hommes sont condamnés à mort. Deux des peines sont commuées, mais le 23 novembre, Allen, Larkin et O' Brien sont pendus, en public, devant la prison de Salford. Ils sont devenus les « martyrs de Manchester ».
Deux mois plus tard, c’est une prison de Londres qui est attaquée, l’explosion d’un mur provoque la mort de vingt personnes. 
En 1907, alors que l’organisation est en sommeil, Thomas James Clarke qui réside aux États-Unis depuis 1899, est envoyé en Irlande par la branche américaine. Son rôle, secondé par Seán Mac Diarmada, est de réanimer le mouvement et d’en faire un moyen d’infiltration et de renseignement. Lors de la préparation de l’insurrection de Pâques 1916, Patrick Pearse, Joseph Plunkett et James Connolly, font partie du Conseil suprême qui dirige l’IRB, l’exécutif étant assuré par le Military council, composé de Thomas Clarke, Sean MacDermott et Denis Cullough. L’IRB est le chef de file de l’insurrection qui est un échec, la répression britannique décapite le mouvement irlandais. Michael Collins, libéré au mois de décembre, reprend en main l’IRB, la réorganise et en devient le chef suprême ; au début des années 1920 l’armée clandestine est engagée dans la lutte contre les troupes d’occupation.

## Sources
- Pierre Joannon, Histoire de l’Irlande et des Irlandais, Perrin, Paris, 2006,  (ISBN 2-286-02018-3)
- Roger Faligot, James Connolly et le mouvement révolutionnaire irlandais, Terre de Brume Éditions, Rennes, 1997,  (ISBN 2-908021-95-1)